# Berthold Maack
Berthold Maack (Distretto di Altona, 24 marzo 1898 – Merano, 26 settembre 1981) è stato un generale tedesco, iscritto al partito nazista, SS-Brigadeführer delle Waffen-SS.

## Biografia
Si arruolò volontario e prese parte alla prima guerra mondiale nel 1915. Nel 1917 fu nominato tenente di riserva nel reggimento 1. Garde-Reserve-Regiment. Dal 1919 al 1920 fece parte del corpo di volontari Freikorps. Nel 1930 si unì al NSDAP (nº 314.088) e alle Sturmabteilung (SA). Nel 1931 passò alle Schutzstaffel (nº 15.690) dove venne promosso SS-Sturmführer nel 1931 e SS-Standartenführer il 5 ottobre 1932. Poche settimane dopo l'ascesa al potere dei nazionalsocialisti, Maack ricevette nell'aprile 1933 il mandato come membro del parlamento statale di Braunschweig, di cui fu membro fino allo scioglimento nell'autunno 1933.
Nel 1933 Maack divenne capo dello staff della sezione delle SS Sud-Est (Slesia) guidata da Udo von Woyrsch. Con questo incarico è stato promosso a SS-Oberführer il 9 novembre 1933, tenuto fino al 1934. Durante questo periodo partecipò, tra l'altro, all'organizzazione degli arresti e delle esecuzioni eseguite nel corso dell'epurazione politica all'inizio dell'estate del 1934, evento noto come Notte dei lunghi coltelli. In particolare, il 1º luglio 1934, su istigazione di Woyrsch, incaricò il suo dipendente Exner di sparare a Emil Sembach, membro del Reichstag ed ex membro delle SS. Exner risolse questo compito portando Sembach, internato a Oels, in un viaggio in macchina, sparandogli lungo la strada e gettando il cadavere in un bacino idrico vicino a Boberröhrdorf.
Dal 22 ottobre al 4 dicembre 1934 fu in servizio nel campo di concentramento di Dachau. Il 13 settembre 1936 fu promosso SS-Brigadeführer alla guida del 39. SS-Standarte. Nel 1940 Maack riuscì ad essere accettato nelle Waffen-SS, sebbene con il grado di Obersturmführer nella riserva. Il suo primo incarico fu nella SS-Standarte "Germania". Il 20 aprile 1940 fu promosso Hauptsturmführer della riserva, poi il 1º dicembre Sturmbannführer. Dal 9 novembre 1941 fu Obersturmbannführer nella divisione SS-Wiking come comandante del reparto anticarri. Dopo il 20 aprile 1943 fu comandante della divisione da montagna delle SS "Nord". Dall'8 settembre al 7 ottobre 1944 l'Oberführer Maack frequentò il corso per capidivisione. Il 29 gennaio 1945 Maack assunse il comando della 26. Waffen-Grenadier-Division der SS e dal marzo comandò la 20. Waffen-Grenadier-Division der SS.
Nel 1980, poco prima della sua morte, pubblicò il libro Preussen. Jedem Das Seine.

## Onorificenze
- Distintivo sportivo delle SA in oro

## Opere
- Preussen. Jedem das Seine, Tübingen, Grabert, 1980. ISBN 978-3-87847-048-9.